# Autheuil-en-Valois
Autheuil-en-Valois är en kommun i departementet Oise i regionen Hauts-de-France i norra Frankrike. Kommunen ligger i kantonen Betz som tillhör arrondissementet Senlis. År 2022 hade Autheuil-en-Valois 259 invånare.

## Befolkningsutveckling
Antalet invånare i kommunen Autheuil-en-Valois
| Referens: INSEE |